# Förortssvenska

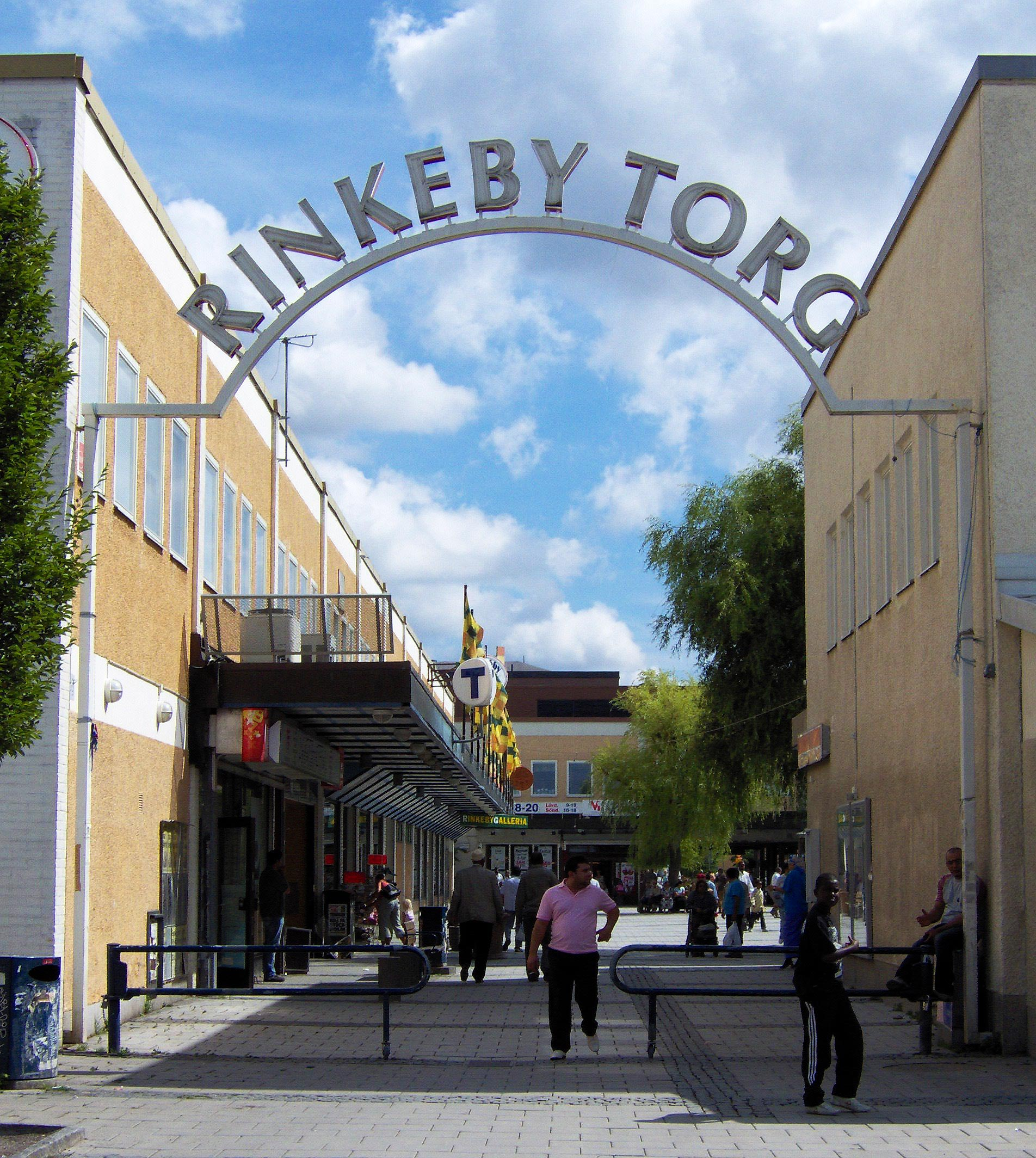
Rinkeby nämns som en källa till många förortssvenska ord

Förortssvenska (även multietniskt ungdomsspråk, Rinkebysvenska, blattesvenskan, Rosengårdssvenska, miljonsvenska, ortensvenska) är en sammanfattande benämning på sociolekter som talas i vissa svenska invandrartäta områden, särskilt i eller utanför större städer som till exempel Stockholm, Göteborg och Malmö. Förortssvenska förekommer hos talare både med och utan invandrarbakgrund. Som det gamla södersnacket är den en inbäddad arbetarsociolekt med infödda talare i vuxen ålder. Även den lättaste "klangen av förorten" kan vara stigmatiserande i vissa sammanhang, vilket gör att talarna ofta byter över till ett normativt "standardsvenskt" uttal i mer formella situationer. Därför får den inte förväxlas med interimspråk ("importsvenska"), även om förortssvenskans talare ibland själva kallar den för "brytning". Samtidigt finns det ingen gängse vetenskaplig definition av var en sociolekt slutar och en dialekt börjar, vilket gör begreppet "sociolekt" kontroversiell i sig.  Exempelvis sågs afro-amerikansk satsmelodi, grammatik och uttalar länge som en sociolekt men anses idag inom lingvistiken vara en dialekt. Studier har visat att vissa som talar förortssvenska till vardags visserligen kan skifta till mer standardsvenska (eller standard för respektive region) när de talar med vuxna i ett annat sammanhang, men där delar av deras för svenskan främmande uttal ändå består.
Den svenska språkforskaren Ulla-Britt Kotsinas beskrev 1988 Rinkebysvenska hos ungdomar i Rinkeby och Flemingsberg. Därför betraktar det internationella forskarsamhället förortssvenska som den allra först upptäckta contemporary urban vernacular (CUV). Termen CUV uppfanns av professor Ben Rampton vid King's College London, och definieras som ett europaspecifikt och senmodernt språkligt fenomen med följande tre egenskaper: 
1. hemmahörande i multietniska storstadsområden präglade av invandring och klassklyftor,
2. åtskilt från tätortens invandrarspråk och traditionella sociolekter och
3. känt bortom sitt ursprungsområde och representerat i medierna och inom popkulturen[13] (2011:291).

Många andra europeiska storstäder har framväxande sociolekter som talas av den andra generationens invandrare, dvs infödda invånare från invandrartäta arbetarområden: Berlin ("Kiezdeutsch"), Köpenhamn ("perkerdansk"), London ("Multicultural London English"), Oslo ("kebabnorsk"), Paris ("Verlan") och Rotterdam ("straattaal").

## Kännetecken
Utländska slangord har dykt upp i det svenska språket i århundraden. Därför är ord som "shoo" eller "guzz" inte så anmärkningsvärda. Relationen mellan stratifierad variation (klass, etnicitet, kön, mm) och historiska språkförändringar är först och främst en fråga om fonetik (Labov, 2010: 259-286). "For most historical and comparative linguists, the regularity of sound change is the basic working principle" (Labov 2010:259). Därför är uttalet den viktigaste forskningsfrågan vid förortssvenska. Dess fonetiska innovationer (och naturligtvis erkännandet som den allra första CUV) gör den kulturmärkt och värdefull för det internationella språkforskarsamhället.

### Fonetisk variation
Talet karakteriseras ibland som "stötigt" eller staccatoartat, vilket beror på en minimerad vokaldurationskontrast mellan två på varandra följande stavelser. Detta kan möjligtvis bero på ett alternativt intonationsmönster, eftersom det inte finns bevis för en kategorisk förlängning av fonologiskt korta vokaler eller en kategorisk förkortning av fonologiskt långa vokaler. Typiskt är också främre varianter för /r/-ljudet ([ɾ] eller [r]) och bakre varianter för sje-ljudet ([x] eller [χ]), vilket gör skillnaden mot vardaglig standardsvenska tydlig.

### Syntaktisk variation
Det finns även vissa syntaktiska skillnader, som till exempel att rak ordföljd kan användas efter inledande bisatser, istället för omvänd ordföljd, som är bruklig i standardsvenskan. Ett exempel på detta är "igår jag gick", men denna form för syntaktisk variation förekommer sporadiskt. I en studie på 20 gymnasieelever från Stockholm använde eleverna rak ordföljd i 19,6 % av alla möjliga fall i privata samtal mellan vänner och i 9,7 % av alla möjliga fall i klasspresentationer. Det fanns även stor variation mellan eleverna, till exempel använde en av eleverna rak ordföljd i 89 % av alla möjliga fall i ett privat samtal med två vänner.

## Slangord och -uttryck
I trettonde upplagan av Svenska Akademiens ordlista finns upptagna två ord som uppstått i förortssvenskan: keff ('dålig') och guzz ('tjej'). Abow, gäri, hajde, jalla, len, shuno, cädi walla och yani är exempel på andra vanliga ord som används i förorter runtom i Sverige.

## Benämningen
Som är vanligt för stigmatiserade talstilar, finns det ingen fast term för denna sociolekt. Det finns inte heller enighet om vilka uttalsformer som bör befinna sig under termen förortssvenska/ortenspråk. I vardagen tänker de flesta på slangord ("shoo" och "guzz"), men för språkvetare är det de fonetiska särdrag som gör den till en sociolekt. Den brukar kallas för ortenspråk eller blattesvenska i själva förorterna, men neutrala termer som används av språkvetare är multietnolekt eller etnolingvistisk repertoar.

## Representationer inom populärlitteraturen
- Leiva Wenger, Alejandro (2001). Till vår ära. Stockholm: Bonnier. Libris 8345305. ISBN 91-0-057540-2 (Endast vissa noveller ur samlingen.)
- Foley, Douglas (2003). Shoo bre. Stockholm: Bonnier Carlsen. Libris 9055966. ISBN 91-638-2966-5
- Khemiri, Jonas Hassen (2003). Ett öga rött. Stockholm: Norstedt. Libris 9019549. ISBN 91-1-301180-4
- Bakhtiari, Marjaneh (2005). Kalla det vad fan du vill. Stockholm: Ordfront. Libris 9717994. ISBN 91-7037-082-6
- Lapidus, Jens (2006). Snabba cash: hatet, drivet, jakten. Stockholm: Wahlström & Widstrand. Libris 10135369. ISBN 91-46-21376-7
- Lapidus, Jens (2008). Aldrig fucka upp. Stockholm: Wahlström & Widstrand. Libris 10661780. ISBN 978-91-46-21802-9
- Gringo (tidskrift)